# José Jiménez Lozano
José Jiménez Lozano (Langa, 13 maggio 1930 – Valladolid, 9 marzo 2020) è stato uno scrittore e poeta spagnolo,  che nel 2002 vinse il Premio Miguel de Cervantes.

## Biografia
Nato in Provincia di Avila, trascorse la sua infanzia a Arévalo. La sua vita professionale si sviluppò a Valladolid, anche se egli soggiornò per più di 50 anni a Alcazarén.
Si laureò in giurisprudenza  presso l'Università di Valladolid e in filosofia presso l'Università di Salamanca e di giornalismo presso la scuola ufficiale di Madrid nel 1962.
Fu il primo collaboratore del El Norte de Castilla a Valladolid dal 1958, al montaggio 1962-1978), vice direttore (1978-1979) e, infine, direttore dal 1992 fino al suo pensionamento nel 1995.
Fu autore di romanzi, saggi, poesie e riviste. Collaborò con giornali come ABC, La Razón. Fu membro dell'Instituto Cervantes, della Residencia de Estudiantes e della Fundación Duques de Soria, con vari incarichi.
È morto a Valladolid il 9 marzo 2020, all'età di 89 anni.

## Opere
Saggi
- Nosotros los judíos (1961)
- Un cristiano en rebeldía (1963)
- Meditación sobre la libertad religiosa (1966)
- La ronquera de Fray Luis de León y otras inquisiciones (1973)
- Retratos y soledades (1977)
- Los cementerios civiles y la heterodoxia española (1979)
- Monasterios de Valladolid (1980)
- Sobre judíos, moriscos y conversos (1982)
- Guía espiritual de Castilla (1984)
- Juan XXIII (1985)
- Ávila (1988)
- Los ojos del icono (1988). Česky: Oči ikony, 2006.
- La Lugareja (1991)
- Pecado, poder y sociedad en la historia (1992)
- Ni venta ni alquilaje (1992)
- Castilla y León inolvidable (1994)
- Fray Luis de León (2001)
- El narrador y sus historias (2003)
- Contra el olvido (2003)

Romanzi
- Historia de un otoño (1971)
- El Sambenito (1972)
- La salamandra (1973)
- Duelo en la Casa Grande (1982)
- Parábolas y circunloquios de Rabí Isaac Ben Yehuda, 1325-1402 (1985)
- Los ojos del icono (1988)
- Sara de Ur (1989)
- Estampas y memorias (1990)
- El mudejarillo (1992)
- Relación topográfica (1993)
- La boda de Ángela (1993)
- Teorema de Pitágoras (1995)
- Las sandalias de plata (1996)
- Los compañeros (1997)
- Ronda de noche (1998)
- Las señoras (1999)
- Maestro Huidobro (1999)
- Un hombre en la raya (2000)
- Los lobeznos (2000)
- El viaje de Jonás (2002)
- Carta de Tesa (2004)
- Las gallinas del licenciado (2005)
- Libro de visitantes (2007)
- Agua de noria (2008)

Poesie
- Tantas devastaciones (1992)
- Un fulgor tan breve (1995)
- El tiempo de Eurídice (1996)
- Pájaros (2000)
- Elegías menores (2002)
- Elogios y celebraciones (2005)
- Enorme luna (2005)
- La estación que gusta al cuco (2010)
- El precio antología (2013)